# Kleinkastell Hankertsmühle
Das Kleinkastell Hankertsmühle war eine römische Fortifikation des Prinzipats am obergermanischen „Vorderen Limes“, der im Jahre 2005 den Status des UNESCO-Weltkulturerbes erlangte. Das Kleinkastell wurde rund 50 Meter von der römischen Reichsgrenze entfernt errichtet und befindet sich heute auf der Gemarkungsfläche von Mainhardt, einer Gemeinde im Landkreis Schwäbisch Hall in Baden-Württemberg.

## Lage

Der nördliche Teil des Vordere Limes mit dem älteren, westlicher gelegenen Neckar-Odenwald-Limes

Das Kleinkastell wurde in einer Entfernung von rund 4,5 Kilometern zum nördlicher gelegenen Kleinkastell Mainhardt-Ost errichtet. Ein ähnlicher Abstand ließ sich auch für die Kleinkastelle Ebnisee zu Rötelsee ermitteln und könnte typisch für die kleineren Militärstationen am Limes sein. Die Lage der Fortifikation wurde stark durch den hier schnurgerade von Nordwesten nach Südosten verlaufenden Vorderen Limes bestimmt, der keine Rücksicht auf die jeweilige topographische Geländesituation nahm. Die Grenzlinie durchquerte östlich des Kastells das obere Rottal. Die militärische Anlage liegt in dem schmalen, ebenen Wiesengrund auf dem nördlichen Ufer der Rot und stand mit seiner Prätorialfront, der dem Feind zugewandten Umfassungsmauer, ungefähr parallel zu dem in einer Entfernung von rund 50 Meter vorbeiziehenden Limes.

## Forschungsgeschichte

Lageskizze des Kleinkastells auf der Grundlage der Ausgrabung durch Gustav Sixt 1897.

1897 wurde die Fortifikation von Gustav Sixt, dem zuständigen Streckenkommissar der Reichs-Limeskommission (RLK), aufgefunden und untersucht. Sixt selber bezeichnete es als Zwischenkastell. Es wurde die Umwehrung untersucht, das Innere des Bauwerks jedoch nicht ausgegraben. Weitere Arbeiten fanden nicht statt. Die Reste der Anlage liegen heute unter der Erde und sind nicht sichtbar. Am angrenzenden Weg weist eine Informationstafel auf das Kleinkastell hin. Die Nordwestecke der Ummauerung war bereits im Jahr der Entdeckung durch den Bau der Straße von der Hammerschmiede zur ehemaligen Hankertsmühle zerstört.

## Baugeschichte
Die Anlage gehört zu den kleinsten ihrer Art am obergermanischen Limes, für den in der Literatur oft der Begriff Feldwache verwendet wird. Die Länge der Seiten wurde im Osten und Westen zu 16,32 und 17 im Norden und Süden zu 19 und 18,05 Meter gemessen, die Mauerstücke zu 1,85 Meter. Die Ecken waren abgerundet. Auf der Ostseite – zum Pfahlgraben hin ausgerichtet – befand sich ein 1,52 Meter breiter Eingang, eingefasst von 3,50 Meter langen und 1,80 Meter starken Wangenmauern. Die massive Stärke der Mauern und Torwangen bewertete die RLK angesichts der Kleinheit des Bauwerkes als befremdlich. Die Besatzung wird aus nicht mehr als 10 bis 20 Soldaten bestanden haben. Ein Graben vor der Umwehrung sowie ein hölzerner Wehrgang können angenommen werden, wie auch ein U-förmiger hölzerner Innenausbau mit der offenen Seite zum Tor hin.

## Zu Funktion und Datierung
Vermutlich sollte die Anlage dazu dienen, den Zugang vom Barbaricum über das Tal der Rot als aus Gründen der Topographie sensibler Limesstelle zu überwachen. Nach Ansicht des Archäologen Andreas Thiel wird die den Grenzverlauf begleitende Limesstraße an dieser Stelle nicht den Fluss überquert haben, da die Lage in dem engen, gewundenen Tallauf dagegen spricht, dass ein Fernweg an der Feldwache vorbeilief.
Der Archäologe Dieter Planck fasste eine Reihe sich in Größe, Bauweise und Entfernung vom Grenzwall ähnelnder Anlagen von Kleinkastellen am obergermanischen Limes, zu denen auch das Kleinkastell Hankertsmühle zählt, unter der Bezeichnung Feldwachen vom Typus Rötelsee zusammen. Anhand datierbarer Funde in von ihm untersuchten Anlagen geht er davon aus, dass dieser Typus vermutlich erst im späten 2. Jahrhundert entstanden sei. Thiel datierte diesen Kastelltyp sogar noch jünger, in die späte Limeszeit. Die Reduzierung der Truppen zu diesem Zeitpunkt habe eine Umorganisation der Grenzüberwachung nach sich gezogen. An die Stelle der ständig besetzten Turmstellen seien nun die Kleinkastelle dieses Typus getreten, um die Überwachung der Grenze mit einer Mannschaftsstärke zu bewältigen, die zur Besetzung der Turmstellen nicht mehr genügt hätte. Für das Kleinkastell Hankertsmühle sind allerdings keine Funde überliefert, so dass konkrete, vom Rückgriff auf vergleichbare Anlagen unabhängige Aussagen zum Zeitpunkt seiner Entstehung und zum Zeitraum seiner Nutzung nicht möglich sind.

## Hankertsmühle

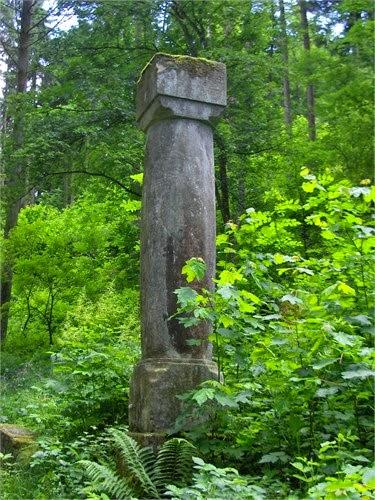
Diese Säule, einst verbaut als Spolie in der Mühle, stammt von einem Limesbauwerk

Nahe dem Kastell befinden sich heute wenige Reste der 1371 schon existierenden, aber damals erstmals urkundlich erwähnten Hankertsmühle. Nach dem Unfalltod der letzten Müllersfrau verließ der Müller 1912 mit seinen 13 Söhnen das Anwesen und wanderte in die USA aus. Im Jahre 1913 wurde die Mühle vom Staat auf Abbruch gekauft. Eine kleine römische Säule, die sich heute an den Resten des Anwesens befindet und von einem Limesbauwerk stammt, zeigt, dass im Mittelalter die römischen Baureste genauso als billiger Steinbruch genutzt wurden, wie im 20. Jahrhundert die Hankertsmühle selbst. An der Mühle mündet das Kümmelsbächle, der einstige Mühlbach, in die Rot.

## Denkmalschutz
Das Kleinkastell Hankertsmühle und die erwähnten Bodendenkmale sind als Abschnitt des Obergermanisch-Rätischen Limes seit 2005 Teil des UNESCO-Welterbes. Außerdem sind die Anlagen Kulturdenkmale nach dem Denkmalschutzgesetz des Landes Baden-Württemberg (DSchG). Nachforschungen und gezieltes Sammeln von Funden sind genehmigungspflichtig, Zufallsfunde an die Denkmalbehörden zu melden.